# Antrostomus ekmani
El chotacabras de La Española o Pitanguá (Antrostomus ekmani) es una especie de ave caprimulgiforme de la familia Caprimulgidae endémica de la isla de La Española.  

## Taxonomía
Anteriormente se consideraba una subespecie del chotacabras cubano, y como este se clasificaba en el género Caprimulgus.
El chotacabras de la Española recibe su nombre en honor al destacado naturalista sueco Erik Leonard Ekman, quien describió por primera vez la especie en el siglo XIX. El Dr. Ekman fue un reconocido botánico y colector conocido por su extenso trabajo en las Indias Occidentales.

## Distribución
Como indica su nombre el chotacabras de La Española se encuentra únicamente en la isla de La Española, principalmente en la zona perteneciente a República Dominicana, pero también ocupa la zona haitiana, en especial el extremo occidental.

## Ecología
El chotacabras de La Española habita una variedad de hábitats boscosos y áreas semicaducas en toda La Española. Es conocido por su comportamiento único de anidación, ya que la hembra deposita una puesta de dos huevos en una simple depresión poco profunda en el suelo.